# 27094 Salgari
27094 Salgari este un asteroid din centura principală de asteroizi.

## Descriere
27094 Salgari este un asteroid din centura principală de asteroizi. A fost descoperit pe 25 octombrie 1998 la Cima Ekar de Ulisse Munari și Flavio Castellani. Asteroidul prezintă o orbită caracterizată de o semiaxă mare de 2,37 ua, o excentricitate de 0,14 și o înclinație de 5,5° în raport cu ecliptica.